# Acutandra camiadei
Acutandra camiadei – gatunek chrząszcza z rodziny kózkowatych i podrodziny pędeli (Parandrinae).
Gatunek ten został opisany w 2012 roku przez Thierry'ego Bouyera, Alaina Drumonta i Antonia Santosa-Silvę.
Kózka o ciele długości od 18,1 do 24,7 mm. Ubarwiona brązowo, z wierzchu ciemniej niż od spodu. Zewnętrza strona żuwaczek u nasady umiarkowanie prosta, nienabrzmiała. Żeberko oczne zwykle Y-kształtnie rozwidlone w pobliżu tylnej krawędzi oka. Przedplecze słabiej wyniesione niż u A. oremansi. Pokrywy punktowane niezbyt wyraźnie, umiarkowanie drobno. Odnóża miejscami czarniawe. Tylne golenie bez ząbków między zębem górnym a środkowym.
Chrząszcz afrotropikalny, endemiczny dla wyspy Pagalau w Gwinei Równikowej.